# Port lotniczy Bozoum
Port lotniczy Bozoum – międzynarodowy port lotniczy zlokalizowany w Bozoum, w Republice Środkowoafrykańskiej.